# フィナンシャルジャパン
『フィナンシャル ジャパン』（Financial Japan、略称：FJ）は、ナレッジフォア株式会社が発行していた月刊誌。

## 概要
準備号を経て、2004年10月21日創刊。定価500円で、毎月21日に発売されていた（21日が日曜の場合は20日）。もともとは誌名が示すように、金融・経済に特化した雑誌であった。
2011年7月号からは20～30代に向けた、比較的平易なビジネスや教養を中心とした紙面にリニューアルしたが、2012年6月号をもって休刊。発行元のナレッジフォアも2013年9月に倒産している。

## 関係人物
- 木村剛 (コンサルタント) - 発行人（ナレッジフォア社長）
- 石井孝明 (ジャーナリスト) - 副編集長
- 岡本呻也 - 編集長